# 345 Park Avenue
345 Park Avenue je kancelářský mrakodrap v New Yorku. Má 44 podlaží a výšku 193 metrů. Byl dokončen v roce 1969 podle projektu společnosti Emery Roth & Sons.